# Adam Warlock
Adam Warlock, originalment conegut com a Him o Adam, és un personatge de ficció que apareix a còmics estatunidencs publicats per Marvel Comics. Les primeres aparicions del personatge van ser a Fantastic Four núm. 66–67 (data de portada setembre de 1967 i octubre de 1967) i Thor núm. 163–166 (abril-juliol de 1969). Va ser creat per Stan Lee i Jack Kirby, i desenvolupat significativament per Roy Thomas i Jim Starlin.
Debutant a l'edat de plata dels còmics, el personatge ha aparegut en més de quatre dècades de publicacions de Marvel, i va protagonitzar els títols Marvel Premiere i Strange Tales, així com cinc volums homònims i diverses sèries limitades relacionades. Adam Warlock s'ha associat amb la mercandatxe de Marvel, incloent sèries de televisió animades i videojocs.

## Historia de publicacions

### Entre els anys seixanta i setanta
L'origen del personatge es va mostrar a Fantastic Four núm.66 (data de portada setembre de 1967) en una història de Stan Lee i Jack Kirby. El personatge també va aparèixer a Fantastic Four núm.67 (oct. 1967) i Thor núm. 163-166 (abril-juliol de 1969). Com que el seu paper a la història de Fantastic Four va ser menor, les fonts no estan d'acord en quin número és la veritable primera aparició del personatge. L'escriptor i el redactor cap de Marvel, Roy Thomas i el dibuixant Gil Kane el van revifar significativament com l'al·legòric Messies Adam Warlock al primer número de Marvel Premiere (abril de 1972).
El 2009, Thomas va explicar que havia estat un fan de la banda sonora del musical Jesus Christ Superstar i que va intentar portar la història als còmics en un context de superherois: "Sí, tenia certa trepidància sobre els Crist paral·lels, però esperava que hi hagués poca cridòria si ho gestionava amb gust, ja que realment no estava fent cap declaració seriosa sobre la religió ... almenys no gaire."
Optant per utilitzar un personatge preexistent mantenint separat el lloc local de la sèrie de la Terra Marvel principal, Thomas va crear Counter-Earth, un nou planeta generat a partir d'una part de la Terra i situat en òrbita al costat oposat del sol. Thomas i Kane van col·laborar en el vestuari, amb la túnica vermella i el raig daurat com a homenatge al Capità Marvel, personatge dels anys quaranta i cinquanta de Fawcett Comics.
La història va continuar a la sèrie The Power of Warlock, que va tenir vuit números (agost de 1972-octubre de 1973), amb alguns trames concloïdes a The Incredible Hulk vol. 2, núm.176-178 (juny-agost 1974).
L'escriptor-artista Jim Starlin va reviure a Warlock a les pàgines de Strange Tales núm. 178-181 (data de portada de febrer a agost de 1975). Les aventures de Warlock van passar a un àmbit més còsmic a mesura que Starlin va agafar el personatge a través d'una història extensa coneguda com "La saga del Magus".
El títol reinventat com va continuar la numeració de The Power of Warlock i va començar amb Warlock núm. 9 (octubre de 1975) del que es van publicar set números. La sèrie bimestral va ser escrita i dibuixada inicialment per Starlin, però finalment va ser co-dibuixada i entintada per Steve Leialoha. Alguns fils argumentals es van concloure a Marvel Team-Up # 55 (març de 1977), Avengers Annual # 7 (novembre de 1977) i Marvel Two-in-One Annual núm. 2 (desembre de 1977).
L'artista Alan Weiss va recordar en una entrevista del 2006 que hi havia una història "perduda" d'Adam Warlock, que si es completés hauria recordat la novel·la de Jonathan Swift Els viatges de Gulliver. Se’n van imprimir porcions al segon volum de Marvel Masterworks: Warlock. La resta de l'obra es va perdre en un taxi de Nova York el 1976.
Les aventures de Warlock es van reimprimir, amb noves portades de Starlin, a la sèrie limitada de sis números Special Edition Warlock (desembre de 1982 - maig de 1983). Aquesta sèrie de reimpressió es va reeditar per si mateixa, amb un altre conjunt de portades noves de Starlin, com Warlock vol. 2 (maig-octubre de 1992).
Encara que en aquell moment es considerava difunt, Warlock va fer una breu aparició a Marvel Two-in-One núm.63 (maig de 1980).

### Iteracions modernes
Onze anys més tard, Starlin va reviure el personatge i dos membres del seu repartiment secundari a la minisèrie Infinity Gauntlet núm. 1-6 (juliol-desembre 1991). Aquest desenvolupament de la trama era una continuació d'una història més gran que va començar amb la resurrecció de Thanos en Silver Surfer vol. 3, núm. 34 (data de portada febrer de 1990).
Després dels esdeveniments de The Infinity Gauntlet, Warlock i diversos compatriotes van protagonitzar la sèrie Warlock and the Infinity Watch. Escrita inicialment per Starlin i dibuixada per Angel Medina, va tenir 42 números (febrer 1992 - agost 1995). Les seves trames es van relacionar directament amb les sèries limitades Infinity War (juny-novembre de 1992) i Infinity Crusade (juny-desembre de 1993).
Warlock va protagonitzar diverses sèries limitades, incloent Silver Surfer/ Warlock: Resurrection núm. 1-4 (març-juny de 1993); The Warlock Chronicles núm. 1-8 (juliol de 1993 - febrer de 1994); i Warlock vol. 3, núm. 1-4 (novembre de 1998 - febrer de 1999), de l'escriptor i dibuixant a llapis Tom Lyle. El personatge va aparèixer en els encreuaments entre empreses entre Marvel Comics i l' "Ultraverse" de Malibu Comics a l'one-shot Rune / Silver Surfer (abril de 1995 en index, juny de 1995 en portada); Rune vol. 2, núm. 1-7 (setembre de 1995 - abril de 1996), i a la sèrie de dos números Ultraverse Unlimited (juny i setembre de 1996).
Després de la sèrie Warlock vol. 4, amb el personatge cibernètic alienígena Warlock de l'equip New Mutants, Adam Warlock va coprotagonitzar amb Thanos a la sèrie limitada The Infinity Abyss núm. 1-6 (ag. -Oct. 2002); Marvel Universe: The End núm. 1-6 (maig-agost 2003; primers quatre números quinzenals); i Thanos núm. 1-6 (desembre de 2003 - abril de 2004). Una versió del personatge va protagonitzar la sèrie limitada de quatre números Warlock vol. 5 (novembre de 2004 - febrer de 2005), de l'escriptor Greg Pak i l'artista Charles Adlard. Després d'aparicions a Annihilation Conquest: Quasar núm. 1-4 (set. -Dec. 2007) i Annihilation Conquest núm. 1-6 (novembre de 2007 - abril de 2008), va ser un personatge clau de Guardians of the Galaxy vol. 2, núm. 1-25 (juliol de 2008 - abril de 2010), The Thanos Imperative núm. 1 (juny de 2010) i Ignition one-shot (maig de 2010).
El personatge va aparèixer a Thanos Annual núm. 1 (juliol de 2014), i a les novel·les gràfiques originals Thanos: The Infinity Revelation (agost de 2014) i Thanos: The Infinity Relativity (juny de 2015), escrites per Jim Starlin; Warlock va aparèixer a la novel·la gràfica Thanos: The Infinity Finale, així com a la mini-sèrie connectada The Infinity Entity (totes dues publicades el 2016), també escrita per Starlin.

## Poders i habilitats
En totes les seves encarnacions, el personatge posseïa força sobrehumana, velocitat, durabilitat, resistència, agilitat i la capacitat de manipular l'energia còsmica per a la projecció d'energia, el vol, la recuperació (creant un capoll per a l'autoconservació i regeneració) i la immortalitat (tot i que pot ser assassinat, no pot morir realment ja que la Mort no pot reclamar la seva ànima). Durant un temps, Warlock (durant la seva encarnació Him) va sacrificar la majoria d'aquests poders en sortir prematurament del seu capoll per defensar el High Evolutionary. En compensació, aquest li va donar la joia de l'ànima.
El poder de Warlock augmentava amb cada resurrecció. Aviat es va convertir en capaç de manipular l'energia mística i manifestar la matèria. Més tard, va poder utilitzar la "màgia quàntica" i manipular l'energia quàntica per crear camps de força; teletransportar-se; viatjar més ràpid que la llum i detectar o produir forats de cuc i altres irregularitats a l'espai. A més, Warlock també posseeix poders espirituals independents de la Gema de l'Ànima, i és capaç de ressuscitar-se a ell mateix i a altres éssers agafant cossos difunts i transmutant-los. El personatge també pot realitzar exorcismes i veure l'aura i l'ànima d'un individu. És molt resistent als poders manipuladors de l'ànima dels altres. Com a ésser còsmic, posseeix "ultra sentits" aguts (percepcions millorades que permet la consciència còsmica i pot percebre ocurrències còsmiques i místiques) i es considera un "foraster astral", una posició que impedeix que altres éssers còsmics comprenguin plenament i percebin amb precisió les seves properes accions.

### Gemma de l'ànima
La Gemma posseeix una consciència pròpia i mostra una fam vampírica per les energies vitals dels éssers orgànics. Conté un idíl·lic univers de butxaca que acull totes les ànimes que la Gema ha pres al llarg del temps. Amb ella, Adam Warlock també té el poder de convertir els seguidors de Man-Beast en els animals a partir dels quals van evolucionar, així com de convertir el Brute en el Reed Richards de la Counter-Earth. Aquest poder prové de la seva joia de l'ànima.

## Altres versions

### Magus
Hi ha hagut tres encarnacions del Magus (/ˈmeɪɡəs/), tots els quals són l'aspecte fosc d'Adam Warlock.
El Magus original és un malvat Adam Warlock que va viatjar al passat i mana un imperi religiós anomenat Església Universal de la Veritat. Per assegurar la seva pròpia creació, guia el seu jo més jove a través d'una sèrie d'accions que li faran esdevenir el Magus. Amb l'ajuda de Thanos, Warlock altera el seu futur i destrueix la línia del temps del Magus, eliminant-lo de l'existència.
Quan Warlock adquireix el guantelet de l'infinit, expulsa el bé i el mal de la seva ànima, donant-los formes involuntàriamemt. La meitat malvada mig es nomena el Magus i intenta obtenir el guantelet. Fracassa i Warlock l'atrapa a la gemma de l'ànima. Com que només té part d'una ànima, no pot interactuar amb els altres habitants del món ànima i només existeix com un fantasma. El Magus escapa de la joia de l'ànima de forma immaterial, absorbint les energies vitals dels altres per recuperar la tangibilitat. És derrotat per Genis-Vell i es torna una entitat etèria. El Magus fa represàlies ferint Moondragon, amiga de Genis i afirmant que està destinada a convertir-se en la seva esclava.
Warlock es converteix en una tercera versió de Magus quan repara els danys al continu espacial. Aquest Magus treballa per al malvat Lord Mar-Vell i és assassinat quan falla en una missió. L'Església Universal de la Veritat el ressuscita quan era un nen, que després és empresonat pels Anhihilators.
Més tard, el Magus intenta reunir les gemmes de l'infinit amb la intenció de destruir l'univers, però és assassinat durant la seva recerca. Durant la història de "Infinity Wars", Gamora troba una versió més jove de Magus al seu interior, que li diu que va ser enviat per un "amic".

### Goddess
La Goddes (la deessa) és l'encarnació de la bondat d'Adam Warlock, creada quan utilitza el guantelet de l'infinit per eliminar-la d'ell amteix. Apareix com una figura central a la sèrie limitada de 1993 Infinity Crusade. Reuneix una col·lecció de cubs còsmics i els forja en un ou còsmic. Utilitzant el seu poder, recrea Counter-Earth, anomennat-la Paradís Omega. Emprenent una croada per eliminar el pecat, la Goddess utilitza la telepatia per controlar els éssers espirituals de l'univers, reclutant-los per a la seva causa. Quan Warlock i els altres herois de la Terra descobreixen el seu pla per destruir tot el pecat destruint qualsevol cosa capaç de pecar, es manifesten contra ella. És derrotada quan els seus seguidors coneixen el seu veritable objectiu i queda absorbida per la joia de l'ànima.

### Earth X
A la sèrie limitada Earth X, Mar-Vell es reencarna com a fill dels sintètics Adam Warlock/Him i Kismet/Her.

### Earth-19141
Aquesta realitat alternativa és similar a la de la Terra-616, fins al punt en què es va produir un esdeveniment còsmic de grans proporcions i va destruir la Terra-19141, que va ser substituïda per una nova realitat comandada per Thanos fins que finalment va ser restaurada per Adam Warlock, qui va derrotar Thanos i va absorbir les energies d'aquesta realitat en ell mateix moments abans de fusionar-se amb la seva contrapartida de la Terra-616. Adam Warlock va poder ressuscitar la versió original de si mateix i va passar a convertir-se en el nou Living Tribunal (Tribunal Vivent) com a part de l'acord que va aconseguir amb l'One-Over-All (el qui està sobre de tots).

## En altres mitjans

### Televisió
- Adam Warlock apareix a l'episodi "The Forever War" de Silver Surfer.
- Adam Warlock apareix a The Super Hero Squad Show, amb la veu original de Dave Boat.[55][56]
- Adam Warlock apareix a l'episodi "Michael Korvac" d'The Avengers: Earth's Mightiest Heroes,[57] amb la veu original de Kirk Thornton.[56] En aquesta versió és un membre dels Guardians of the Galaxy.
- Adam Warlock apareix a Guardians of the Galaxy (2015), amb la veu original de Eric Bauza. Tara Strong dona veu a Warlock de nen.[56]

### Cinema
- Adam Warlock fa un cameo sense parlar a Planet Hulk.[58]
- Després d'aparèixer en cameos a les pel·lícules de Marvel Cinematic Universe Thor: The Dark World, Guardians of the Galaxy (2014) dins del seu capoll,[59] així com a Guardians of the Galaxy Vol. 2,[60] Adam Warlock apareix a Guardians of the Galaxy Vol. 3, interpretat per Will Poulter.[61] En aquesta versió és un sovereign perfecte creat per la seva mare Ayesha i el High Evolutionary.

### Videojocs
- Adam Warlock i el Magus apareixen a Marvel Super Heroes: War of the Gems.[62]
- El Magus apareix a Marvel: Avengers Alliance 2.[63]
- Adam Warlock i el Magus apareixen respectivament com a personatge jugable i no jugable a Marvel Avengers Alliance.[64]
- Adam Warlock apareix com a personatge no jugable a Marvel Heroes.[65]
- Adam Warlock apareix com a personatge jugable a Marvel: Future Fight.[66]
- Adam Warlock i el Magus apareixen a Marvel's Guardians of the Galaxy, amb la veu de Brent Skagford.[67][68][56]

## Edicions recopilades
- Marvel Masterworks Warlock (tapa dura):
  - Volum 1 (recull Marvel Premiere núm. 1-2, Warlock # 1-8 i The Incredible Hulk núm. 176-178), 273 pàgines, gener de 2007,ISBN 0-7851-2411-X
  - Volum 2 (recull els Strange Tales núm. 178-181, Warlock núm. 9-15, Marvel Team-Up núm. 55, The Avengers Annual núm. 7, Marvel Two-in-One Annual núm. 2), 320 pàgines, juny de 2009,ISBN 0-7851-3511-1
- Essential Warlock Volum 1 (recopila Marvel Premiere núm. 1-2, Warlock núm. 1-15, The Incredible Hulk núm. 176-178, Strange Tales núm. 178-181, Marvel Team-Up núm. 55, The Avengers Annual núm. 7 i Marvel Two-in-One anual núm. 2), 567 pàgines, 2012, ISBN 0-7851-6331-X
- Warlock de Jim Starlin: The Complete Collection (recull Strange Tales # 178–181, Warlock # 9–15, The Avengers Annual # 7, Marvel Two-In-One Annual # 2), 328 pàgines, febrer de 2014,ISBN 978-0785188476
- Infinity Gauntlet (recull la sèrie limitada Infinity Gauntlet), 256 pàgines, setembre de 2011, ISBN 978-0785156598
- Infinity Gauntlet Aftermath (Silver Surfer vol. 3 núm. 60-66, Doctor Strange: Sorcerer Supreme núm. 36, Warlock & the Infinity Watch núm. 1-6, material de Silver Surfer Annual núm. 5), 352 pàgines, setembre de 2013,ISBN 978-0785184867
- The Infinity War (recull sèries limitades Infinity War; Warlock and the Infinity Watch núm. 7-10; Marvel Comics Presents núm. 108-111), 400 pàgines, abril de 2006, ISBN 0-7851-2105-6
- Infinity War Aftermath (col·lecciona Warlock i The Infinity Watch núm. 11-17, Silver Surfer / Warlock: Resurrection núm. 1-4, Quasar núm. 41-43; Material de Marvel Comics Presents núm. 112, Marvel Holiday Special núm. 2, Marvel Swimsuit Special núm. 2), 368 pàgines, novembre de 2015, ISBN 978-0785198147
- Infinity Crusade :
  - Volum 1 (recull Infinity Crusade núm. 1-3, Warlock Chronicles núm. 1-3, Warlock and the Infinity Watch núm. 18-19), 248 pàgines, desembre de 2008, ISBN 0-7851-3127-2
  - Volum 2 (recull Infinity Crusade # 4-6, Warlock Chronicles núm. 4-5, Warlock and the Infinity Watch núm. 20-22), 248 pàgines, febrer de 2009, ISBN 0-7851-3128-0
- Thor: Blood and Thunder (recull Thor núm. 468-471, Silver Surfer núm. 86-88, Warlock Chronicles # 6-8, Warlock and the Infinity Watch núm. 23-25), 336 pàgines, juliol de 2011, ISBN 978-0-7851-5094-7
- Rellotge infinit :
  - Volum 1 (recull Warlock and the Infinity Watch núm. 1-22), 512 pàgines, abril de 2016,ISBN 978-0785195276
  - Volum 2 (recull Warlock Chronicles 6, Warlock and the Infinity Watch núm. 26-42), 432 pàgines, juny de 2016, ISBN 978-1302900625
- The Infinity Entity (col·lecció: The Infinity Entity núm. 1-4, Marvel Premiere núm. 1), 116 pàgines, juny de 2016, ISBN 978-0785194217